# Célula Kurloff

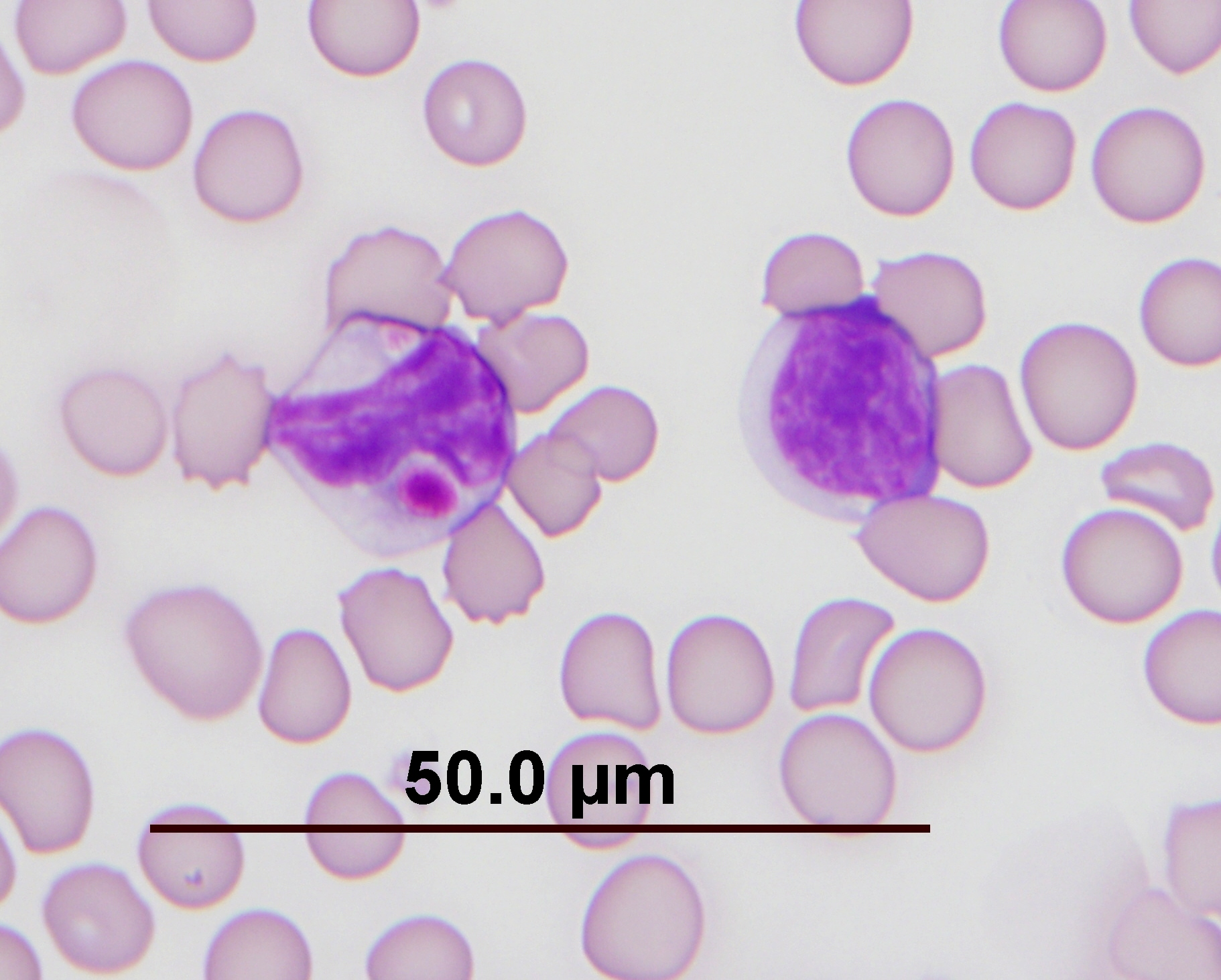
Célula de Kurloff e um linfócito em um porquinho-da-índia

Células Kurloff(também conhecido como Células Foà-Kurloff) são encontradas no sangue e órgãos de porquinhos-da-índia, contêm grandes grânulos secretores (também conhecido como corpos Kurloff) de função desconhecida. Eles também são encontrados em capivaras. Os cientistas especulam que estas células, juntamente com a asparaginase pode ser o que dá aos porquinhos-da-índia propriedades de resistência ao câncer (Sharon Vanderlip, DVM). A célula de Kurloff tem atividade NK citotóxica in vitro.